# Pesca (attività)

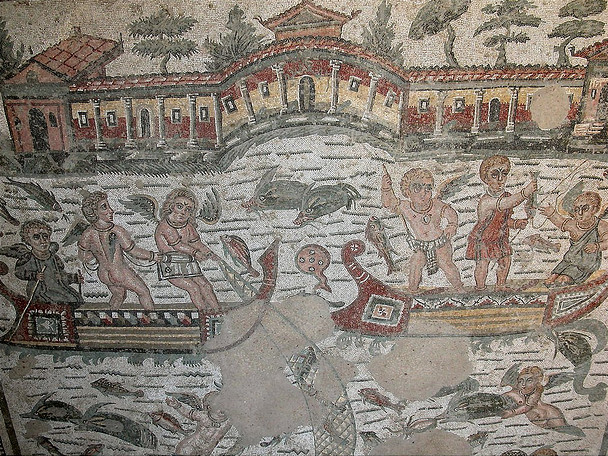
Villa del Casale di Piazza Armerina

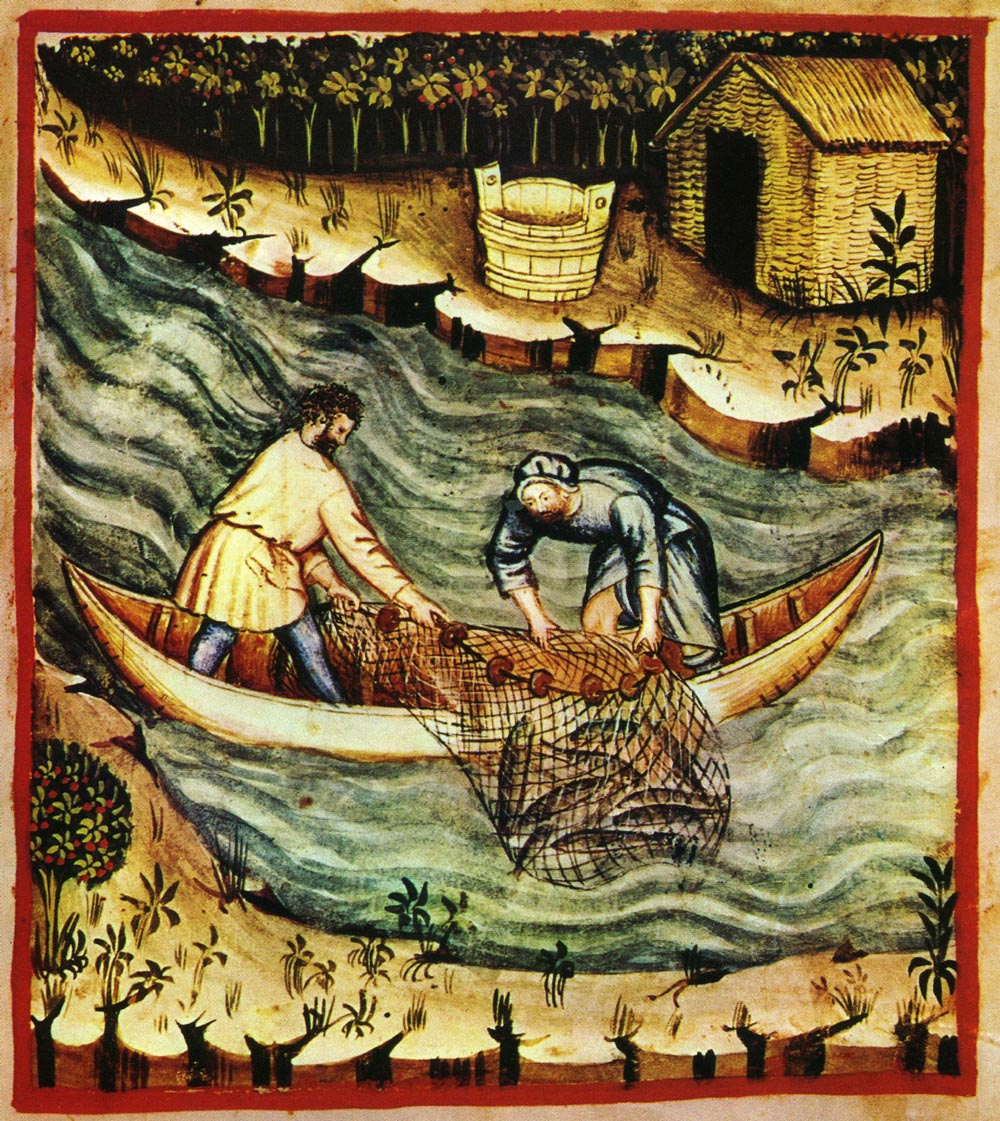
Pesca, tacuinum sanitatis casanatensis (XIV secolo)

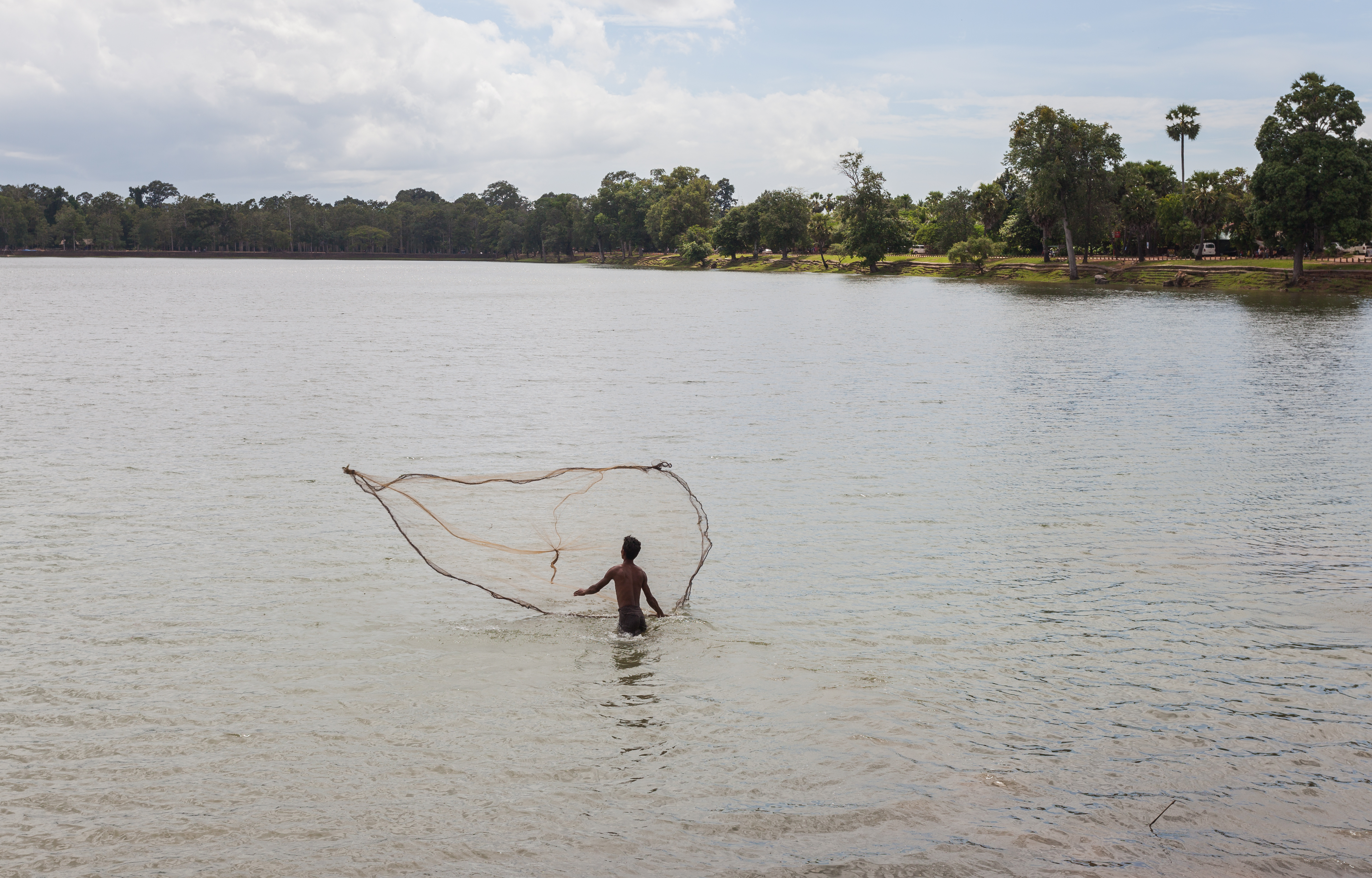
Pesca in Srah Srang, Angkor, Cambogia

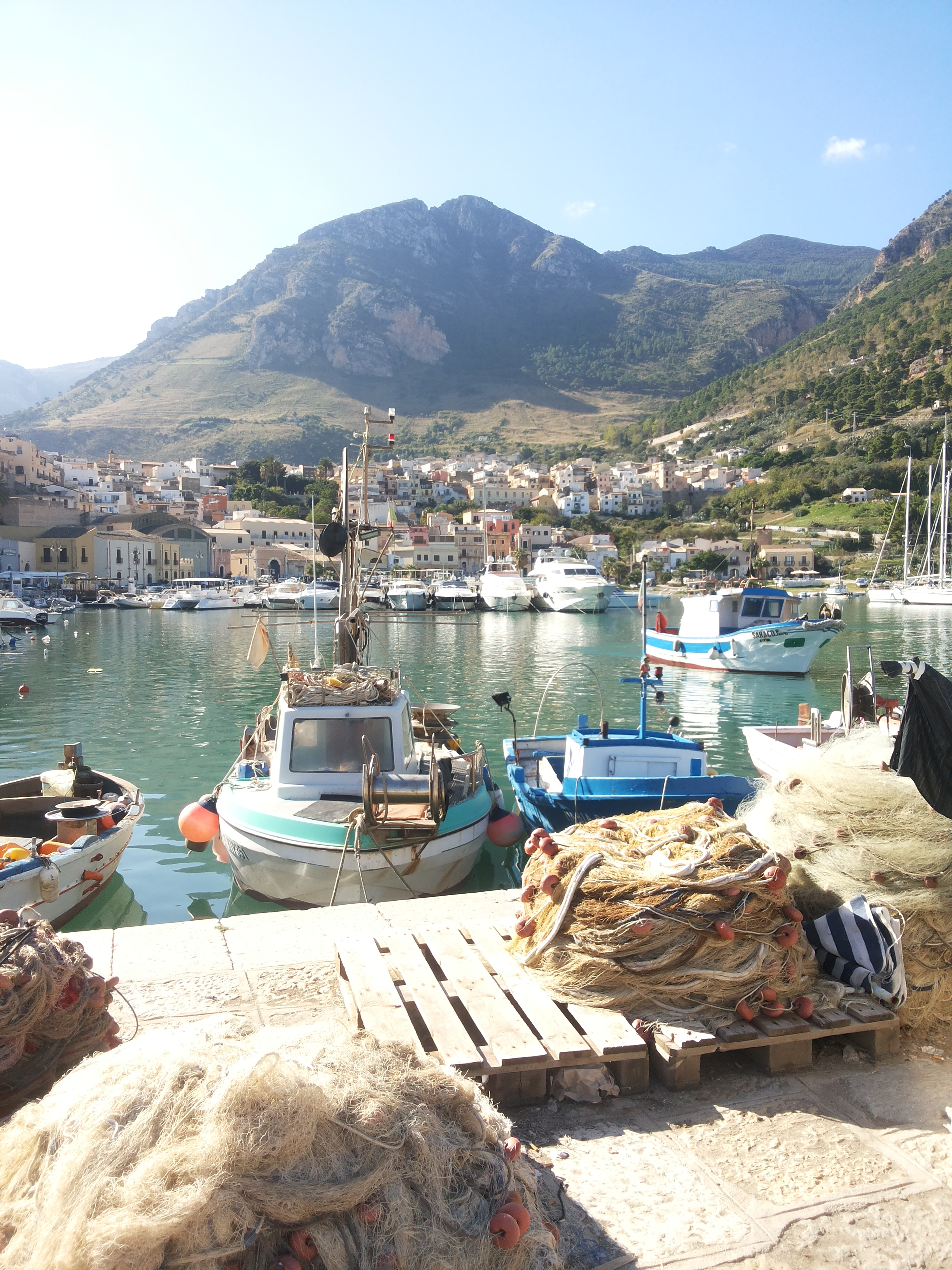
Barche e attrezzatura da pesca a Castellammare del Golfo.

La pésca è un'attività che da millenni fornisce cibo alle popolazioni insediate presso laghi, mari o fiumi, consistente nella cattura del pesce utilizzando strumenti e tecniche di vario tipo da parte dei pescatori.

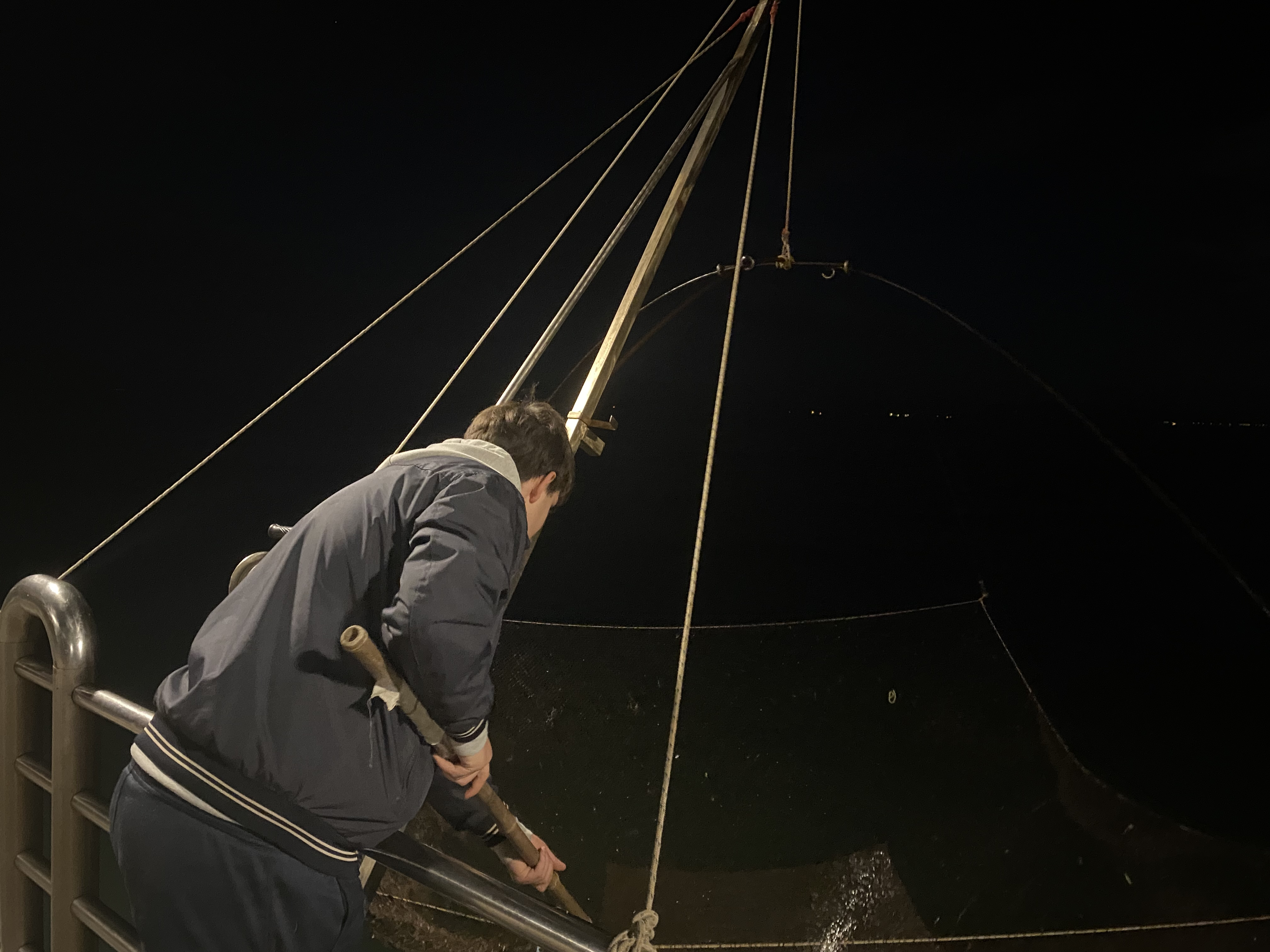
Pesca a bilancia

## Storia
La pesca è un'antica pratica che risale almeno all'inizio del Paleolitico superiore circa 40 000 anni fa. L'analisi isotopica dei resti dell'uomo di Tianyuan, un uomo moderno di 40 000 anni dell'Asia orientale, ha dimostrato che consumava regolarmente pesce d'acqua dolce. Caratteristiche archeologiche come cumuli di conchiglie, lische di pesce scartate e pitture rupestri mostrano che i frutti di mare erano importanti per la sopravvivenza e consumati in quantità significative. La pesca in Africa arrivò agli inizi della storia umana. I Neanderthal pescarono intorno al 200 000 a. C. Le persone dell'epoca potrebbero aver sviluppato cesti di vimini per creare trappole per pesci, filatura e le prime forme di lavoro a maglia per realizzare reti da pesca per poter catturare pesci in quantità maggiori.

### Pesca a strascico
La pesca a strascico è un metodo di pesca che consiste nel trainare attivamente una rete da pesca sul fondo del mare. La rete può essere trainata da una o due barche.
Il dogger britannico era un tipo molto antico di peschereccio a vela del XVII secolo, ma il moderno peschereccio è stato sviluppato nel XIX secolo, nel porto inglese di Brixham. All'inizio del XIX secolo, i pescatori di Brixham avevano bisogno di espandere la loro zona di pesca più che mai a causa del continuo esaurimento degli stock che si stava verificando nelle acque sovrasfruttate del South Devon. Il peschereccio Brixham che si è evoluto in quella zona era di corporatura slanciata e aveva un alto gaff rig, che ha dato alla nave una velocità sufficiente per effettuare viaggi a lunga distanza verso le zone di pesca nell'oceano. Erano anche sufficientemente robusti da poter trainare grandi reti a strascico in acque profonde. La grande flotta di pescherecci che si formò a Brixham valse al villaggio il titolo di "Madre della pesca d'altura".
Questo progetto rivoluzionario ha reso possibile per la prima volta la pesca a strascico nell'oceano su larga scala, provocando una massiccia migrazione di pescatori dai porti nel sud dell'Inghilterra, verso i villaggi più a nord, come Scarborough, Hull, Grimsby, Harwich e Yarmouth, che erano punti di accesso alle grandi zone di pesca nell'Oceano Atlantico.

### Pesca ricreativa
La prima evoluzione della pesca come svago non è chiara. Ci sono prove aneddotiche della pesca a mosca in Giappone, tuttavia, è probabile che tale pesca fosse un mezzo di sopravvivenza, piuttosto che una ricreazione. Il primo saggio inglese sulla pesca ricreativa fu pubblicato nel 1496 da Dame Juliana Berners, priora del monastero benedettino di Sopwell. Il saggio era intitolato Treatyse of Fysshynge wyth an Angle, e includeva informazioni dettagliate sulle acque di pesca, la costruzione di canne e lenze e l'uso di esche naturali e mosche artificiali.

### Peschereccio
Il peschereccio (motopesca o paranza) è una tipologia di bastimento utilizzato, essenzialmente, per le attività di pesca commerciale, cioè per la cattura di pesci e altra fauna ittica per la vendita.

## Preoccupazioni per il benessere degli animali
L'espansione dell'allevamento ittico e le preoccupazioni per il benessere degli animali nella società hanno portato alla ricerca di metodi meno dolorosi e più rapidi per uccidere i pesci.
In operazioni su larga scala come gli allevamenti ittici, stordire i pesci con l'elettricità o metterli in acqua satura di azoto in modo che non possano respirare, provoca la morte più rapidamente rispetto al semplice portarli fuori dall'acqua. Per la pesca sportiva si raccomanda di uccidere i pesci subito dopo averli catturati, colpendoli sulla testa e facendoli sanguinare o pugnalando il cervello con un oggetto appuntito (chiamato pithing o ikejime in giapponese). Alcuni ritengono che non sia crudele se si rilascia il pesce dove è stato catturato, tuttavia uno studio del 2018 afferma che l'amo danneggia una parte importante del meccanismo di alimentazione mediante il quale il pesce aspira il cibo, ignorando il problema del dolore.
Durante la pesca ci sono alte possibilità di catturare altri animali marini in una rete da pesca. Ci sono oltre 100 diversi regolamenti di pesca sulla carta per ridurre queste catture accessorie.

## Inquinamento da plastica
Gli attrezzi da pesca abbandonati, persi o altrimenti scartati includono reti, lenze mono/multi-filamento, ganci, corde, galleggianti, boe, piombi, ancore, materiali metallici e dispositivi di aggregazione dei pesci (FAD) realizzati con materiali non biodegradabili come cemento, metallo e polimeri. È stato stimato che le perdite globali di attrezzi da pesca ogni anno comprendono il 5,7% di tutte le reti da pesca, l'8,6% di tutte le trappole e il 29% di tutte le lenze utilizzate. Gli attrezzi da pesca abbandonati, persi o altrimenti scartati (ALDFG) possono avere gravi ripercussioni sugli organismi marini attraverso l'intrappolamento e l'ingestione. Il potenziale per gli attrezzi da pesca di diventare ALDFG dipende da una serie di fattori, tra cui:
- I fattori ambientali sono per lo più correlati alla topografia e alle ostruzioni del fondale marino, sebbene anche le maree, le correnti, le onde, i venti e l'interazione con la fauna selvatica siano importanti.
- Perdite operative ed errori dell'operatore possono verificarsi anche durante le normali operazioni di pesca.
- Problemi come una gestione inadeguata della pesca e regolamenti che non includono controlli adeguati possono ostacolare la raccolta di ALDFG (ad esempio, potrebbe esserci uno scarso accesso alle strutture di raccolta).
- La perdita di attrezzi dovuta a conflitti si verifica principalmente (intenzionalmente o meno) in aree con un'elevata concentrazione di attività di pesca, portando al traino, all'incrostazione, al sabotaggio o al vandalismo degli attrezzi. Gli attrezzi passivi e incustoditi come vasi, reti e trappole sono particolarmente soggetti a danni da conflitto. Nell'Artico, i conflitti sono la ragione più comune per la perdita di equipaggiamento.

## Tipi di pesca
La pesca si distingue in:

### Pesca sportiva
La pesca sportiva è uno sport che può essere praticato sia in corsi d'acqua dolce che in mare. È molto diffusa in diverse regioni italiane attraverso circoli di appassionati.

### Pesca di sostentamento
La pesca di sostentamento è l'attività utilizzata da popolazioni che vivono del tutto o in parte di pesca.

### Pesca commerciale
La pesca commerciale è l'attività di ricerca e di cattura dei prodotti ittici in genere al fine di commercializzarli sul mercato ittico all'ingrosso o al dettaglio. Essa può essere caratterizzata da metodologie particolari a seconda delle tradizioni locali o dalle tecnologie moderne.
La maggior flotta attuale di pescherecci oceanici appartiene alla Cina. 
Attrezzi del mestiere
| Attrezzi                                                      | Immagini |
| ------------------------------------------------------------- | -------- |
| ami                                                           |          |
| galleggianti                                                  |          |
| retini                                                        |          |
| diverse tipologie di lenza, tra le più comuni quelle in nylon |          |
| canna da pesca (con/senza mulinello)                          |          |
| rete da pesca                                                 |          |
| esche                                                         |          |
| piombini                                                      |          |
| stivali                                                       |          |

## Galleria d'immagini

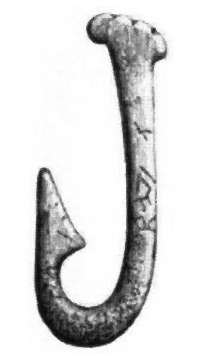
Amo da pesca dell'età della pietra
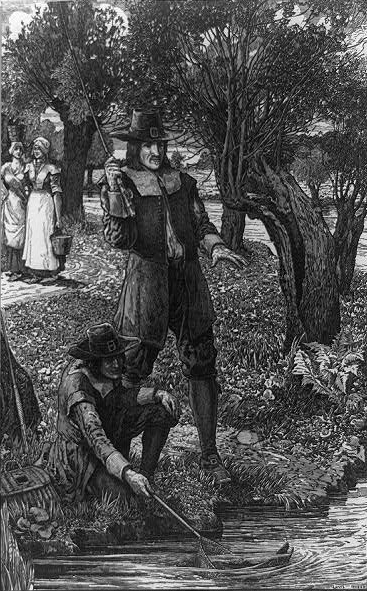
Compleat Angler di Izaak Walton, pubblicato nel 1653, contribuì a rendere popolare la pesca a mosca come sport. Xilografia di Louis Rhead.
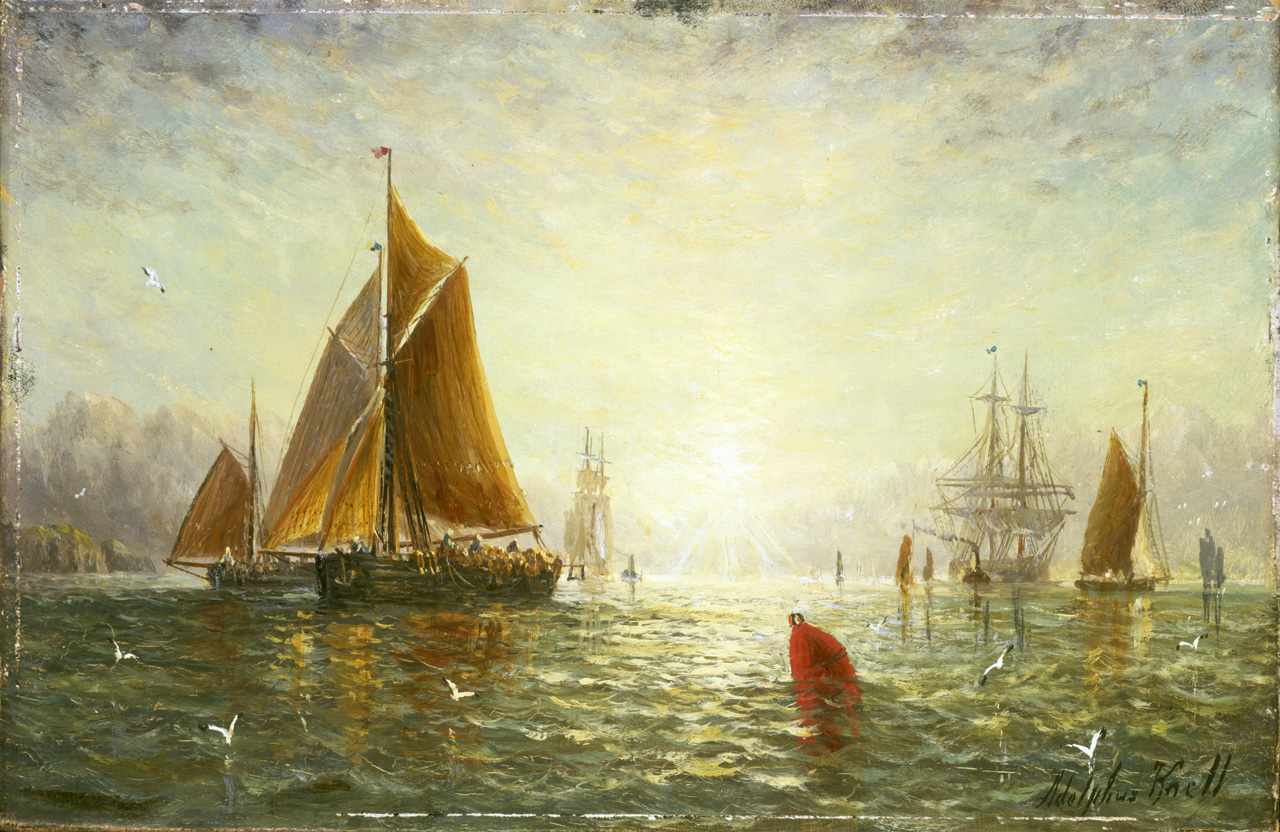
Dipinto di un peschereccio Brixham (A Brixham trawler) di William Adolphus Knell.
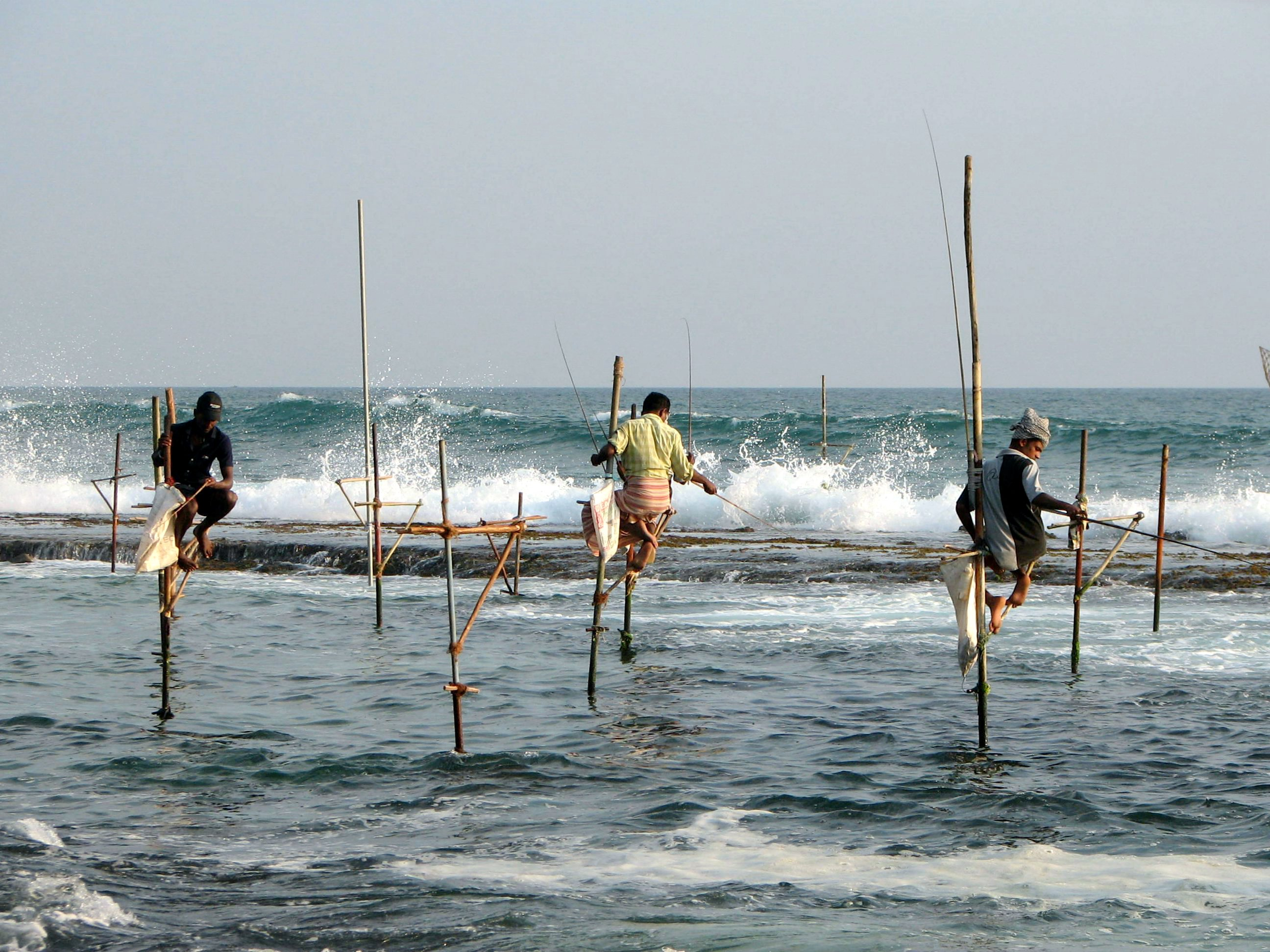
Trampoli pescatori, Sri Lanka
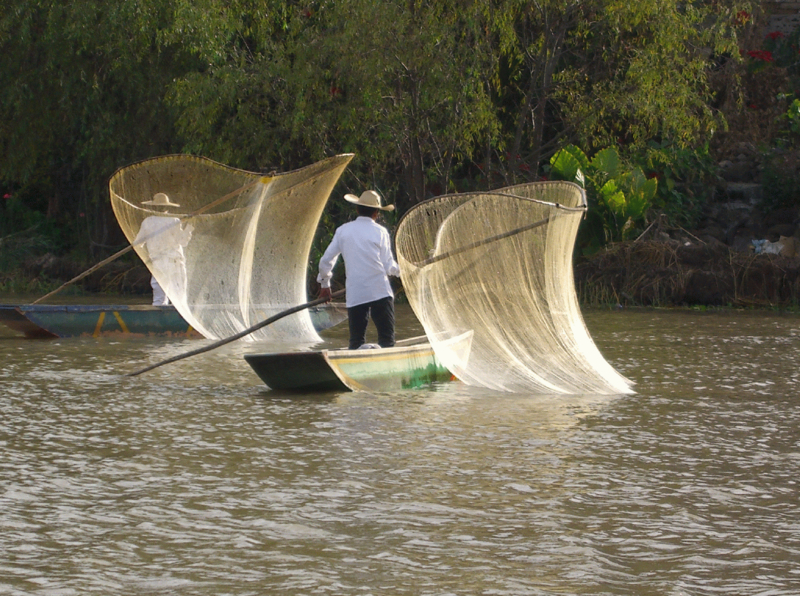
Pesca con le reti, Messico
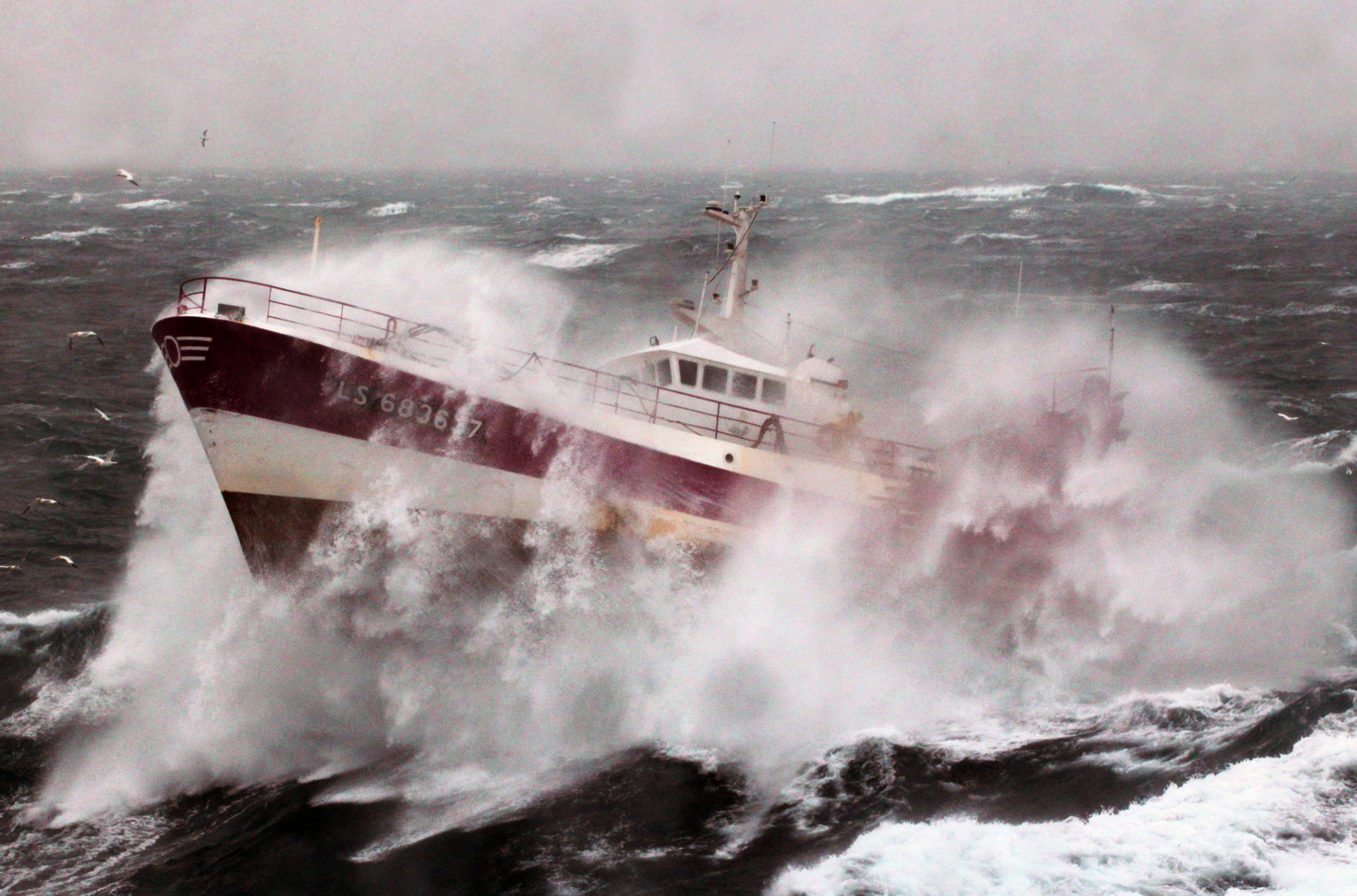
Barca da pesca in mare grosso
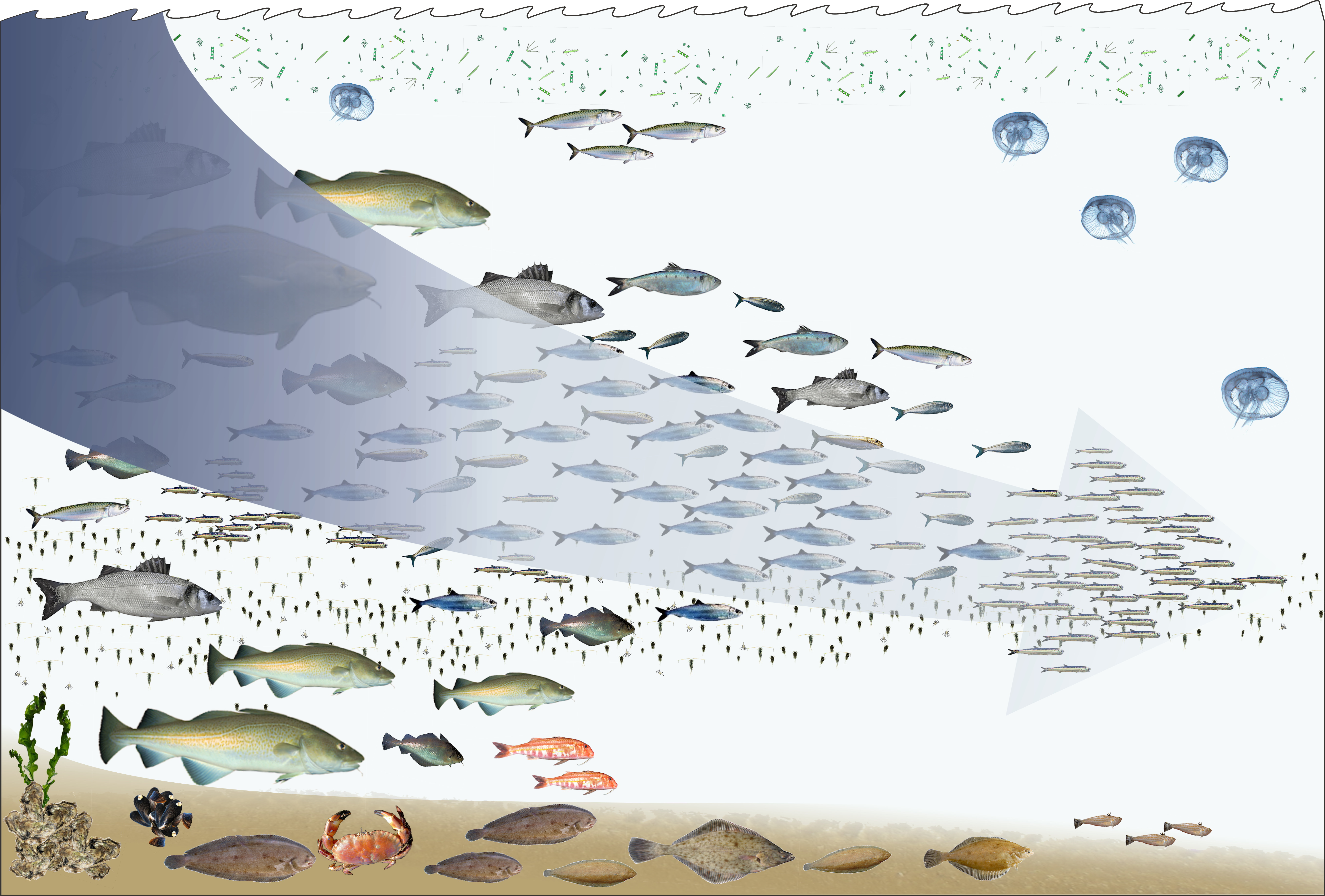
La pesca lungo la catena alimentare è il processo mediante il quale la pesca in un dato ecosistema, "avendo esaurito i grandi pesci predatori in cima alla catena alimentare, si trasforma in specie sempre più piccole, finendo con piccoli pesci e invertebrati precedentemente respinti"[27][28].
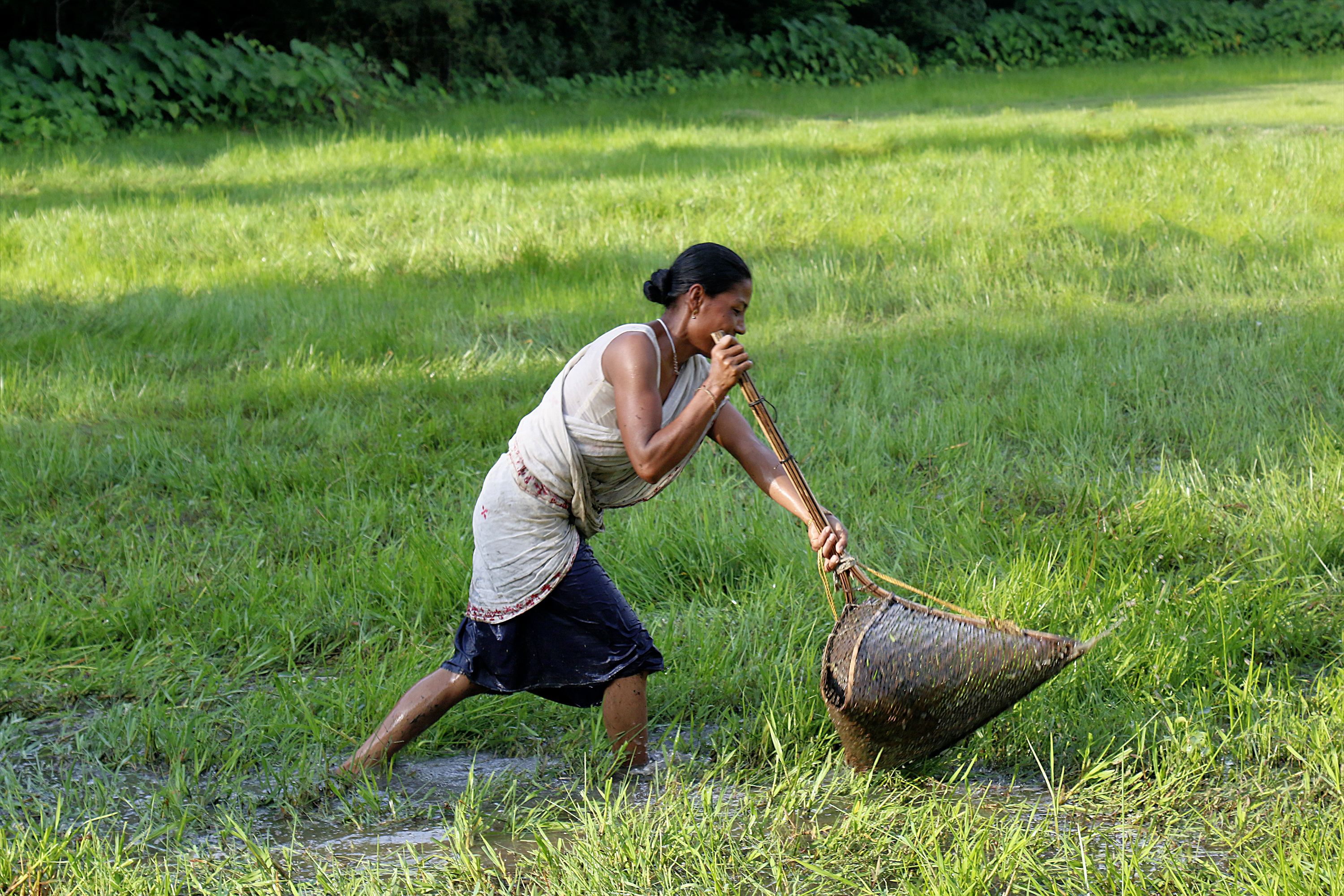
Donna Kaibarta con tradizionale dispositivo per la cattura del pesce realizzato in bambù in Assam.

## Riferimenti normativi

### In Europa
- Il 17 ottobre 2023 il parlamento europeo ha approvato in via definitiva un regolamento che impone ai pescherecci lunghi più di 18 metri l'installazione di telecamera al circuito chiuso e la tenuta di un registro digitale che copre tutta la filiera, partendo dalla vendita al dettaglio del pescato.[29][30]

#### In Italia
- Decreto ministeriale 26 luglio 2019 - Misure per la pesca dei piccoli pelagici nel Mar Mediterraneo e misure specifiche per il Mare Adriatico.